# Union J
Gli Union J (originariamente chiamati Triple J) sono stati una boy band britannica nata nel 2010 e scioltasi nel 2019.

## Storia del gruppo
Il gruppo si è formato nel 2011 a Londra come trio (chiamato appunto Triple J) composto inizialmente da Josh Cuthbert, JJ Hamblett e Jaymi Hensley. I Triple J l'anno successivo partecipano ad X-Factor, riuscendo a passare le audizioni, e classificandosi ai boot-camp. Qui però perdono la sfida e i giudici propongono, per non farli tornare a casa, di aggiungere al gruppo il cantante George Shelley. Accettando la proposta, i Triple J diventano gli Union J, e riescono a classificarsi al quarto posto.
Dopo l'esperienza televisiva, hanno firmato un contratto con RCA Records e hanno pubblicato il singolo Carry You nel giugno 2013.
Nell'ottobre dello stesso anno è uscito l'album d'esordio, l'eponimo Union J, che ha raggiunto la posizione #6 della classifica Official Albums Chart.
Nell'aprile 2014 la band ha firmato un contratto con la Epic Records. Il secondo album You Got It All - The Album è stato pubblicato nel dicembre 2014, preceduto dai singoli Tonight (We Life Forever) e You Got It All.
Il gruppo è attualmente tornato con la formazione "Triple J" mantenendo però il nome "Union J".

## Formazione

### Josh Cuthbert
Joshua Thomas John Cuthbert è nato ad Ascot (Berkshire) il 28 luglio 1992. Ha frequentato la scuola elementare Cranbourne, le scuole media alla Charters School dove a 14 anni recitò nel musical Chitty Chitty Bang Bang. Si è iscritto al college Farnborough Sixth Form e una volta terminato ha lavorato a lungo in un negozio di tecnologia, ma i suoi due grandi sogni erano il calcio e la musica.
Conosciuto il manager musicale Blair Dreelan, ha iniziato a lavorare duramente per sfondare nel mondo della musica, cantando con varie boyband. Era anche stato scelto per essere in quinto membro dei The Wanted, ma avendo già un contratto con un'altra band non ha potuto unirsi a loro. Solo in un secondo momento Josh si unirà agli amici Jaymi e JJ per formare i Triple J e tentare l'audizione ad X Factor Uk 2012. Josh è fidanzato dal 2011 con Chess Jones per poi rompere nel 2014.
Nel 2015 si fidanza con Chloe Lloyd.

### JJ Hamblett
Jamie Paul Hamblett (meglio conosciuto come "JJ") è il membro più grande degli Union J. ed è nato il 25 maggio 1988 a Newmarket (Suffolk).Prima di dedicarsi alla musica ed entrare nei Triple J insieme a Jaymi e Josh, JJ era un famoso fantino con alle spalle 24 gare vinte su un totale di 260. Da qui deriva il suo soprannome JJ che sta per Jockey Jamie, dove ‘Jockey’ significa fantino. Conclusa la sua esperienza da cavallerizzo, JJ ha lavorato come modello e attore, partecipando a varie audizioni e photoshoot, senza però riscuotere il successo sperato. Dal 2012 è fidanzato con la modella Caterina Lopez, dalla quale nel novembre 2013, ha avuto un figlio chiamato Princeton Alexander J. Hamblett.

### Jaymi Hensley
James William Hensley (noto come Jaymi) è nato il 24 febbraio 1991 a Luton (Bedfordshire). Nato da Jackie e David Hensley, Jaymi ha un fratello più piccolo di nome Aaron. Prima di entrare a far parte dei Triple J, faceva l'insegnante di ballo e canto. Ma ha lavorato a lungo anche nella fabbrica di Amazon, ricorda questa esperienza come un lavoro frustrante e ripetitivo, ed è contento di aver finalmente lanciato la sua carriera da cantante. Già nel 2011 Jaymi ci aveva provato, partecipando ad X Factor insieme alla sua band chiamata Brooklyn ma le cose non sono andate bene.
Ha una relazione con Oliver Marmon, detto anche Olly, che dura da settembre 2009.

### George Shelley

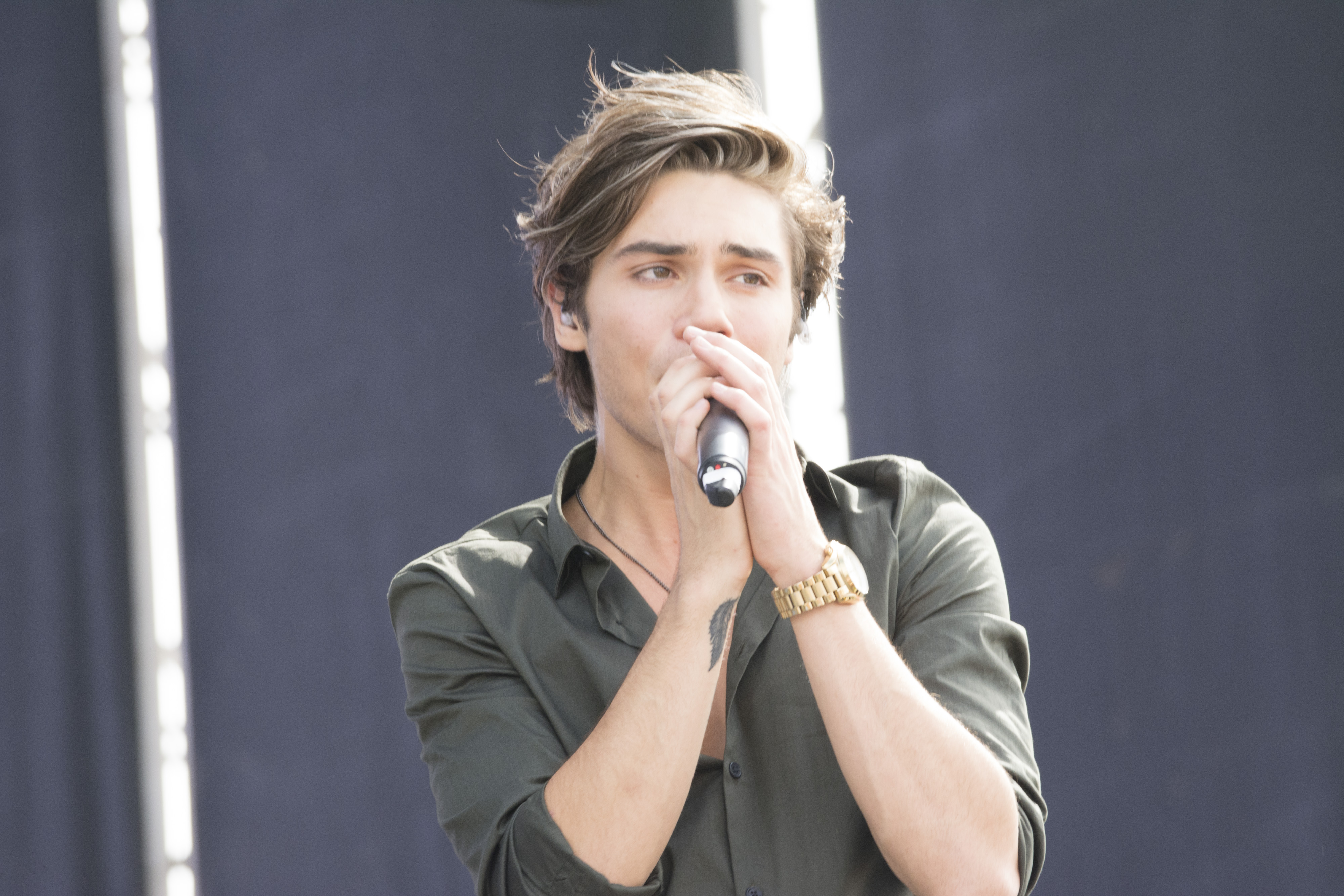
George Shelley

George Paul Shelley è il membro più giovane degli Union J. È nato a Clevedon (Somerset) il 27 luglio 1993. I suoi genitori, Dominic Shelley e Toni Harris sono divorziati e Dominic è risposato. Ha due fratelli (Tom, che vive in Australia, e Will, arruolato nei marines) ed una sorella minore, Harriet. La sua è una famiglia allargata: da parte della mamma ha un fratello più grande di nome Tom, che vive in Australia mentre da parte del padre ha altri cinque fratelli e sorelle più piccoli, Annabelle ,Leo, Spencer, Louisa e Archie.
Prima di partecipare ad X Factor George studiava Graphic Design al Weston College e nel tempo libero lavorava nel coffee shop Costa. Suona la chitarra dall'età di 13 anni e, ad X Factor si è presentato come solista portando una versione acustica di ‘Toxic’ di Britney Spears riuscendo a passare il turno con tre ‘sì’. Successivamente i giudici gli hanno offerto di entrare a far parte dei Triple J.

## Curiosità
- Un loro video appare in una scena del film Kick-Ass 2 quando Mindy è a casa delle sue coetanee.

## Discografia

### Album in studio
- 2013 – Union J
- 2014 – You Got It All - The Album

### EP
- 2019 – Who Would've Thought

### Singoli
- 2013 – Carry You
- 2013 – Beautiful Life
- 2013 – Loving You Is Easy
- 2014 – Tonight (We Live Forever)
- 2014 – You Got It All
- 2018 – Alive
- 2018 – Dancing
- 2019 – Paralysed